# Шевченко, Адольф Александрович
Адо́льф Алекса́ндрович Шевче́нко (17 июня 1930, Иваново-Вознесенск — 9 августа 2018, Калининград) — советский и российский художник-график, мастер линогравюры. Член Союза художников СССР (с 1965), член Союза художников России (с 1992), заслуженный художник Российской Федерации (2013).

## Биография
Родился 17 июня 1930 года в городе Иваново.
В 1945 году поступил в Ивановское художественное училище, где проходил обучение у одного из основоположников ивановской художественной школы Ивана Никандровича Нефедова, заслуженного учителя РСФСР Серафима Николаевича Троицкого, народного художника России, лауреата Государственной премии Марка Ивановича Малютина. Окончил училище в 1950 году.
В 1951 году поступил в Государственный художественный институт в Вильнюсе Литовской ССР, на факультет графики, в мастерскую народного художника СССР Витаутаса Юркунаса. Его преподавателями также были народный художник Литовской ССР Юозас Кедайнис, народный художник Литовской ССР Йонас Кузьминскис, народный художник Литовской ССР Аугустинас Савицкас. В 1957 году окончил институт и переехал в Калининград.
С 1965 года член Союза художников СССР (с 1992 года — Союза художников России).
В Калининградской организации Союза художников РФ в различное время был членом правления, секретарем партбюро, заместителем председателя правления, председателем ревизионной комиссии организации. На 2 года избирался председателем правления регионального отделения СХ СССР(1980-82), делегатом III, V, VI съездов Союза художников РСФСР (1972, 1981, 1987) и VI съезда Союза художников СССР (1983).
Был членом правления созданного в Калининграде общества советско-польской дружбы. Избирался депутатом Октябрьского районного Совета депутатов трудящихся (1969—1971), кандидатом в члены горкома КПСС (1980—1984).
Скончался 9 августа 2018 года в Калининграде, похоронен 11 августа 2018 года на городском кладбище посёлка имени Александра Космодемьянского.

## Творчество
Работал в разных техниках: гравюра, акварель, масло, пастель и гуашь. Особого мастерства достиг в технике линогравюры, как нельзя лучше подходящей к выбранным им темам. В его творческой манере отразились лучшие черты русской и литовской художественных школ. У ивановских мастеров он научился не просто создавать реалистические образы, но и насыщать их созидательным пафосом, прославляя тем самым человека труда. Литовские мастера, в свою очередь, показали будущему художнику особый подход к форме, в котором сочетаются строгость, точность и выразительность.
В творчестве на разных этапах испытывал влияние «сурового стиля», советского плаката и традиций русской печатной графики начала XX века. Произведения А. А. Шевченко отличает лаконичный язык, строгость форм, внимание к деталям, отличное владение техникой. Пишет жанровые композиции и бытовые сцены, портреты, пейзажи. Основное внимание в своих работах уделяет следующим темам: становление Калининградской области, жизнь и быт тружеников моря, природа Калининградской области. Автор серий линогравюр: «Колхозные рыбаки» (1), «Колхозные рыбаки» (2), «Порт», «Строители», «Памятники Кенигсберга», «Космос», «Рыбацкий край», «Калининградская область поднимается», «Побережье Балтики», «Прошлое и настоящее» и др. Создавал серии работ и в других техниках: пастель («На Светловском судоремонтном заводе»), простой карандаш («На ЦБК-1» и «Измиран»), гуашь («На Калининградском рыбоконсервном комбинате»).
Все линогравюры А. А. Шевченко печатались малым тиражом: обычно не более 10 оттисков.
Главными героями работ А. А. Шевченко стали люди рабочих профессий — те, при чьем непосредственном участии на месте руин немецкого города Кенигсберга вырастал советский город Калининград. Самый западный край России приобретал новый облик на глазах у художника. Восстановление города после войны требовало колоссальных усилий, тяжелого труда тысяч людей. Их каждодневный подвиг запечатлен в графических сериях А. А. Шевченко. Сегодня эти работы представляют не только художественную, но и историческую ценность, ведь многие детали жизни тех лет навсегда ушли в прошлое.
Морская тема — одна из любимых в творчестве художника: суровые будни моряков, корабли в порту и в ремонте, рыбные промыслы и прибрежные пейзажи. Жизнь «тружеников моря», тяжелая, но интересная и насыщенная, воплотилась в образах суровых людей, тянущих сети, работающих в порту, выходящих в открытое море в бурю и шторм. Живописные пейзажи балтийского побережья занимают не менее важное место в произведениях А. А. Шевченко.
Работал в Калининградских художественно-производственных мастерских, выполнил ряд работ для печати — макеты этикеток, плакатов, рекламных проспектов. Вместе с архитектором А. В. Максимовым выполнил ряд эскизных проектов архитектурно-художественного оформления светорекламы в том числе для универмага «Маяк» и кинотеатра «Россия». Создал несколько монументальных композиций в Калининграде и области, в том числе монументальную композицию в технике трехслойного сграффито на тему «Космос» на фасаде здания на улице Космонавта Леонова. В соавторстве с В. Михайловским осуществил проект архитектурно-художественного оформления ресторана «Балтика» и других объектов. Иллюстрировал несколько книг, среди которых сборник повестей «Когда неспокойно море» (1975).

## Выставки
Участник более чем 100 выставок (из них 12 международных, 25 республиканских и 12 персональных). Произведения А. А. Шевченко находятся в собраниях 20 музеев, в том числе Калининградского областного музея изобразительных искусств; Калининградского областного историко-художественного музея; Музея Мирового океана; Республиканского художественного музея Бурятии; Нижне-Тагильского музея изобразительных искусств; Художественного музея в Шадринске; Дагестанского музея; Ярославо-Ростовского музея; Курского музея; Мурманского краеведческого музея; Новгородского художественного музея; Архангельского музея; Рязанского художественного музея; Карельского музея изобразительных искусств; Чечено-Ингушского музея; Рыбинского художественного музея; Краеведческого музея в Великом Устюге; Ставропольского музея изобразительных искусств; Картинной галереи в Орле; Картинной галереи в пос. Шушенское; Художественного музея в Брюсселе и частных коллекциях.

## Награды и премии
- 1984 Медаль «Ветеран труда»
- 2001 Медаль ордена «За заслуги перед Отечеством» II степени
- 2002 Занесён в Именную книгу организаторов становления и развития Калининградской области
- 2005 Почетный знак «60 лет образования Калининградской области»
- 2010 Серебряная медаль Союза художников России
- 2013 Заслуженный художник России
- 2014 Профессиональная премия «Признание» за достижения в области литературы, театрального, музыкального и изобразительного искусства